# Tim Commerford
Timothy Robert Commerford (Irvine, California, Estados Unidos; 26 de febrero de 1968), más conocido como Tim Commerford, es un músico estadounidense, conocido por ser el bajista de la banda Rage Against the Machine y de la extinta banda Audioslave. Es el menor de cinco hermanos.

## Vida personal
Su padre fue un Ingeniero aeroespacial que trabajaba en la Space Shuttle y su madre fue una matemática. Tim conoció a Zack de la Rocha durante el quinto grado, cuando este enseñó a Tim cómo robar comida en la cafetería; a partir de ese momento se hicieron amigos. Durante este periodo, la madre de Tim fue diagnosticada con cáncer, poco tiempo después el padre de Tim se divorció y se volvió a casar, mientras que su madre se trasladó a Sacramento, California, para vivir con su hermana y buscar tratamiento mientras que Tim se quedó con su padre. Alrededor de este tiempo, cuando tenía 15 años, Zack convence a Commerford para que toque el bajo, y Commerford pronto encontró una salida en la música y la poesía. La madre de Tim murió de cáncer de cerebro en 1988, cuando Tim tenía 20 años de edad.
Algunos años después Zack de la Rocha y Tom Morello estaban formado una banda y Zack llama a su viejo amigo Commerford para ser el bajista mientras Morello llama a Brad Wilk para ser el baterista, y es así como nace Rage Against the Machine.
Tim tiene más de tres cuartas partes de su cuerpo tatuadas, incluyendo brazos, espalda, pecho, una pierna y su trasero. También es un gran fanático del jazz, de los Broncos de Denver, un aficionado a la bicicleta y a escalar montañas.
En entrevista con la revista Spin, Commerford reveló que fue diagnosticado con cáncer de próstata.

## Técnica
Tim es conocido por tocar siempre con sus dedos, él nunca ha tocado en vivo con uñetas, en el pasado Tim solía usar la técnica de slap la cual solo utilizó en el disco homónimo de Rage Against the Machine en los temas Take the Power Back, "Bombtrack" y "Know Your Enemy". Desde entonces no ha vuelto a utilizar esta técnica lo que coincide con el cambio de su instrumento de un Music Man Stingray a un Fender Jazz Bass.
Aquí algunas citas de Tim:
"En los 90 realmente me gustaba mucho el sonido de Red Hot Chili Peppers, sin embargo el hacer slaps en Rage nos haría otro clon de Red Hot, yo quería estar en una banda que sonara única por lo cual cuando empezamos a grabar el segundo álbum dejé mi dedo gordo guardado para nunca volver a usarlo. Solía ser bueno haciendo slaps pero..., ahora doy asco".

## Los incidentes delMTVVideo Music Awards de 2000
En la ceremonia de entrega del premio al Mejor Video de Rock (Best Rock Video) de los MTV Video Music Awards del año 2000, Rage Against the Machine fue nominada junto a otras bandas. Al final, el premio terminó en las manos de Limp Bizkit. Cuando el músico Fred Durst estaba dando el discurso de agradecimiento, Tim se subió sobre el andamio del escenario.
La retransmisión televisiva fue a cortes comerciales. Luego Tim aclaró que todo era una broma. Debido a esto, él y su guardaespaldas pasaron una noche en la cárcel.